# Tayfun Gönül
Tayfun Gönül, né en 1958 à Izmit et mort le 30 juillet 2012 à Istanbul, est un docteur en médecine, écrivain libertaire et premier objecteur de conscience en Turquie en 1989.

## Biographie
En novembre 1989 et février 1990, Tayfun Gönül et Vedat Zencir, de jeunes militants antimilitaristes d'Izmir, sont inculpés pour « provocation de l'hostilité publique envers le service militaire ». Vedat Zencir est acquitté et Tayfun Gönül condamné à trois mois de prison, qui sont convertis en amende peu après.
Relayées par les hebdomadaires Sokak (La Rue) et Güneş (Le Soleil), les déclarations des deux premiers objecteurs de Turquie touchent un premier cercle, majoritairement composé d'étudiants et de militants de gauche.
Le 13 décembre 1992, il est arrêté après avoir participé comme intervenant à une réunion sur le thème de la paix organisée par la section d'Izmir de la İnsan Hakları Derneği (tr) (Association pour les droits humains). Selon les autorités, il serait alors un déserteur. Il est libéré deux jours plus tard.